# Luis de Vitoria
Luis de Vitoria era hijo del rico mercader Agustín de Vitoria. Luis de Vitoria fue un personaje relevante en la vida de la ciudad de Valladolid (España) en el siglo XVII. Llegó a ser  Tesorero perpetuo de las Alcabalas y Rentas Reales, cargo que ejerció hasta 1629 y poseedor de una gran fortuna.
 Fue además mayordomo de las cofradías de san Pedro y san Pablo, santo Tomás de Canterbury y san Esteban y miembro de las penitenciales de la Cruz, Quinta Angustia, Pasión, Caridad, Corpus Cristi, Santísima Trinidad y Abades. Según cuenta fray Matías de Sobremonte era muy buen cristiano y especialmente devoto de San Francisco de Asís.
En 1603 compró en la calle de la Librería (Valladolid) en la acera frontera a la Universidad unos terrenos pertenecientes al Cabildo Catedralicio y allí construyó el palacio que se conoce como Casa de los Vitoria, un edificio perteneciente al renacimiento tardío vallisoletano cuyas trazas se atribuyen a Pedro de Mazuecos el Mozo. 
Murió en Valladolid el 22 de mayo de 1631 y dejó una herencia cuantiosa que sorprendió a sus propios herederos.

## Matrimonio y descendencia

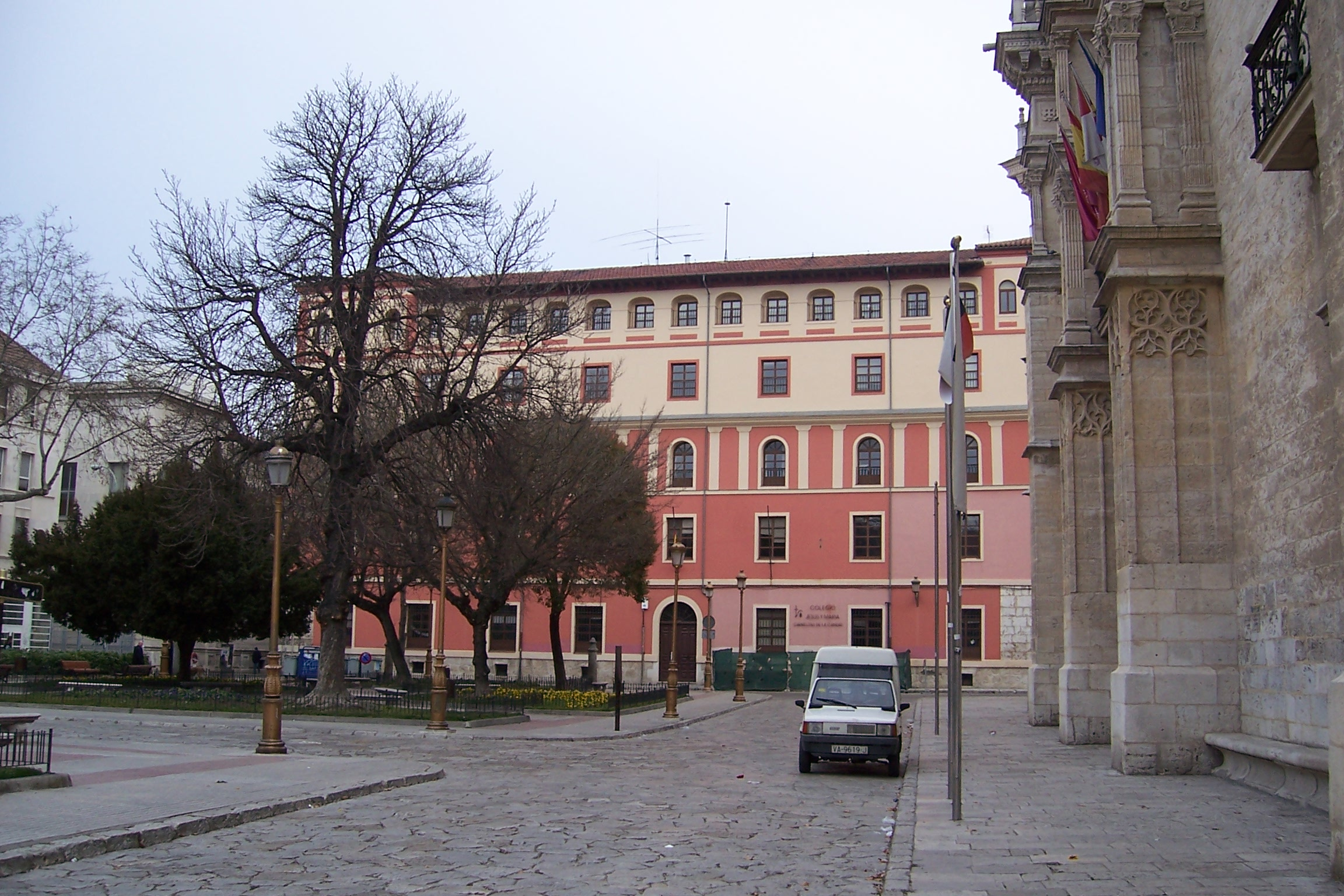
Fachada del palacio que da a la plaza de Santa Cruz

En 1600 casó con Luisa Antonia de San Pedro pero el matrimonio duró tan solo año y medio a causa de la muerte de Luisa Antonia. Tuvieron una hija llamada Luisa Antonia. En 1603 volvió a casarse con Catalina de Verdesoto. Luis de Vitoria tuvo dos hijos naturales: fray Gaspar de Vitoria, dominico en Santa Cruz de Segovia y Antonia de Vitoria, monja en el convento de San Quirce de Valladolid.

## Heráldica
A ambos Lados del balcón principal del palacio se pueden ver dos escudos de la familia. El que está a la izquierda del espectador es del apellido Vitoria se describe así:
«Enmarcado con guirnaldas y coronado con yelmo. Apellido Vitoria. Castillo dorado con la puerta azul puesto sobre aguas, y en campo verde a cada lado dos medias lunas una sobre otra y las puntas hacia abajo»
El de la derecha pertenece a la segunda esposa de Luis de Vitoria, Catalina Verdesoto y Palacios: «Enmarcado con guirnaldas y coronado con yelmo. Dos lobos pasantes de sable puestos en palo. Nueve bezantes»

Casa de Luis de Vitoria. Heráldica
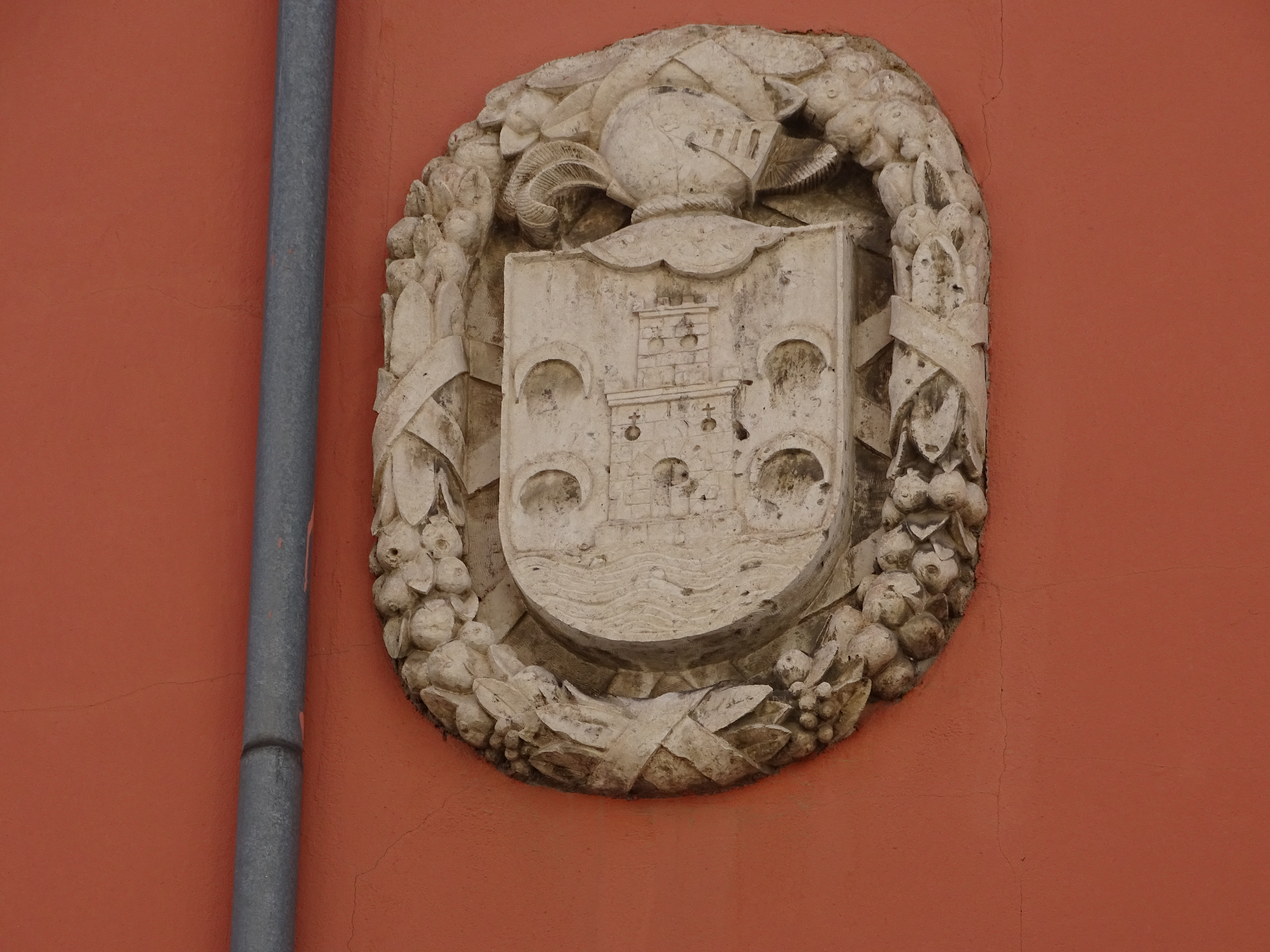
Escudo de los Vitoria
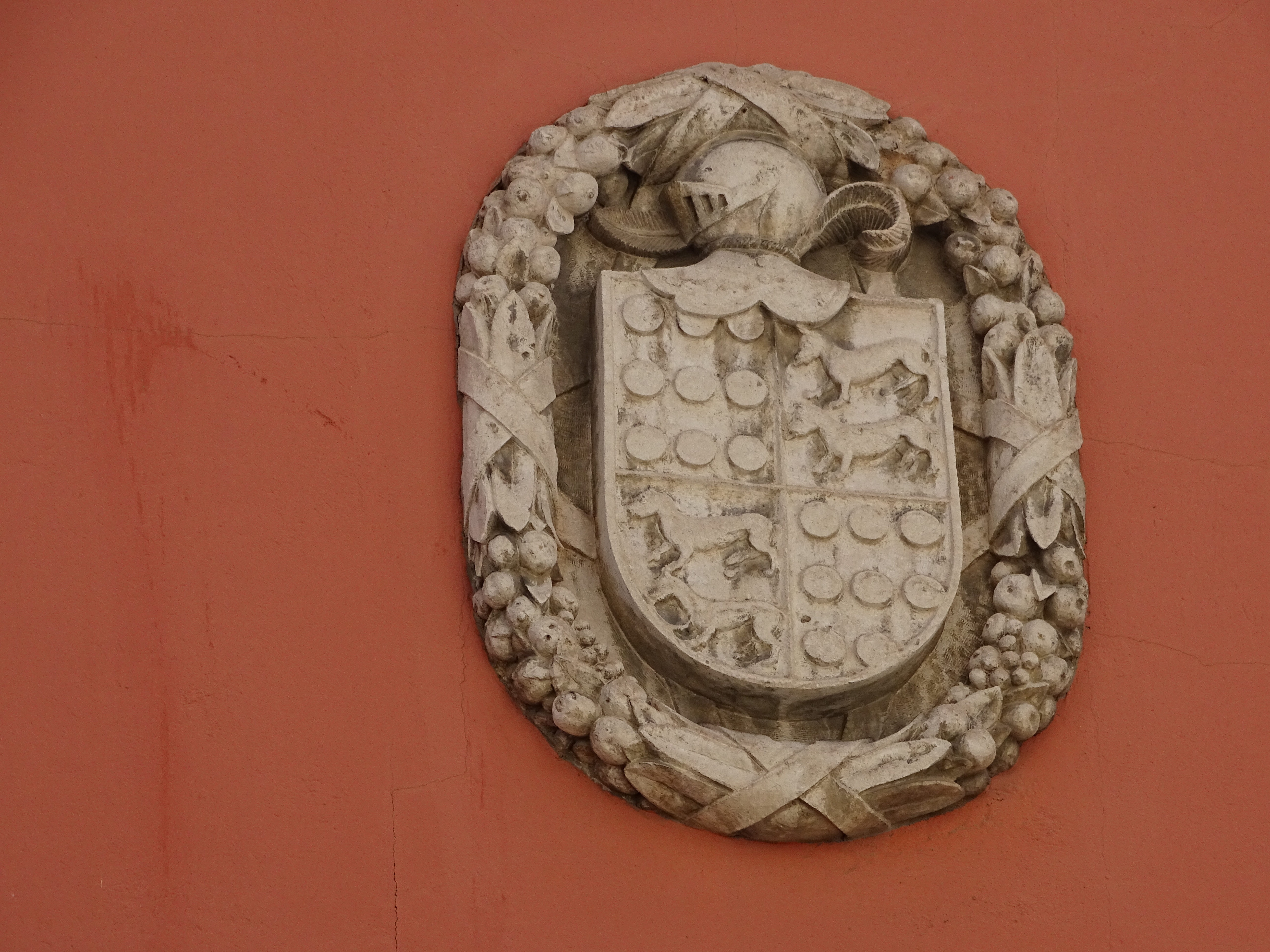
Escudo de Catalina Verdesoto